# Creuza Oliveira
Creuza Maria Oliveira CavMT (Santo Amaro, 11 de maio de 1957), é uma ativista política e sindicalista filiada ao Partido Socialista Brasileiro (PSB). Atualmente, é presidente da Federação Nacional das Trabalhadoras Domésticas (FENATRAD).
Filha de Maria do Patrocínio Oliveira e Francisco Araújo, possui dois irmãos e é natural de Santo Amaro, cidade do recôncavo baiano. Dedica sua vida à luta dos direitos das trabalhadoras domésticas.

## Vida e educação
Creuza, com 5 anos, devido a morte do pai, começou a trabalhar como empregada doméstica, sem receber remuneração. Ela trabalhava em troca de roupas, alimentação e habitação. Aos 12 anos perdeu a mãe, impossibilitando que voltasse a estudar. Apenas ao completar 21 anos, que passou a receber dinheiro por seus serviços.
Ela somente pode começar a estudar aos 16, concluindo o ensino médio e fundamental com 30 anos.

## Ativismo político
Na década de 1980, decidida a mudar sua realidade e a de várias outras trabalhadoras domésticas, iniciou seu ativismo político participando do movimento sindical e lutando pela melhoria das condições de trabalho, principalmente das mulheres negras e domésticas. 
Em 2003, Creuza, virou presidente da Federação Nacional das Trabalhadoras Domésticas (FENATRAD), e participa da luta das domésticas, tanto em âmbito nacional quanto internacional.
Ela participou intensamente na promulgação de leis que defendam os direitos das trabalhadoras domésticas, sendo a PEC das Domésticas a lei que deu maiores direitos às trabalhadoras domésticas. 
Candidatou-se a deputada federal, em 2014 pelo Partido Socialista Brasileiro (PSB), mas não se elegeu.
Em 2020, Creuza Oliveira não participou das eleições municipais daquele ano, mantendo-se como dirigente sindical, porém, ela decidiu apoiar explicitamente a candidatura de Danielle "Dani" Ferreira (PT), militante estudantil vinculada à tendência petista "Esquerda Popular e Socialista", a uma das vagas na Câmara Municipal de Salvador.

### Desempenho eleitoral
| Ano  | Eleição                | Partido | Cargo             | Campanheiros de chapa | Votos  | %    | Posição    | Ref    |
| ---- | ---------------------- | ------- | ----------------- | --------------------- | ------ | ---- | ---------- | ------ |
| 2000 | Municipais em Salvador | PT      | Vereadora         | —                     | 3.205  | 0,38 | Suplente   | [ 8 ]  |
| 2004 | Municipais em Salvador | PT      | Vereadora         | —                     | 3.901  | 0,37 | Suplente   | [ 9 ]  |
| 2006 | Estaduais da Bahia     | PT      | Deputada Estadual | —                     | 10.901 | 0,20 | Suplente   | [ 10 ] |
| 2008 | Municipais em Salvador | PT      | Vereadora         | —                     | 4.317  | 0,40 | Suplente   | [ 11 ] |
| 2012 | Municipais em Salvador | PT      | Vereadora         | —                     | 2.563  | 0,22 | Suplente   | [ 12 ] |
| 2014 | Estaduais na Bahia     | PSB     | Deputada Federal  | —                     | 0      | 0,00 | Não eleita | [ 13 ] |

## Prêmios
A luta social de Creuza Maria a fez merecedora de diversos prêmios, dentre eles:
- Prêmio Revista Cláudia, "Mulheres que fazem a diferença, na categoria trabalho social"; 2003[4];
- Prêmio Direitos Humanos da Secretaria de Direitos Humanos do governo federal , em 2003 pela luta contra o trabalho infantil e em 2011 pela luta por igualdade racial;[4][14]
- Ordem do Mérito do Trabalho no grau de Cavaleira; Luiz Inácio Lula da Silva, 2005;[1]
- Indicada para o prêmio 1000 mulheres para o Nobel da Paz; 2005;[4]
- Troféu Raça Negra da Faculdade Zumbi dos Palmares; São Paulo, 2013;[4]
- Troféu Mário Gusmão da Faculdade do Recôncavo da Bahia; 2013;[4]
- Homenagem "Mulheres Guerreiras", da Previdência Social;[4]
- Diploma Mulher-Cidadã Bertha Lutz, juntamente com Carmem Lúcia, Mary Garcia, entre outras; 2015[15]
- Comenda da Ordem Dois de Julho - Libertadores da Bahia; 2023[16]